# Lista de episódios de The Grim Adventures of Billy and Mandy
As Terríveis Aventuras de Billy & Mandy é uma série animada de televisão criada por Maxwell Atoms para o Cartoon Network. A série estreou originalmente como segmentos de Diabólico & Sinistro em 24 de Agosto de 2001. Os segmentos de série própria foram ao ar em 13 de Junho de 2003, e continuaram no ar até 9 de Novembro de 2007. Um filme derivado da série, intitulado Namunheca: Festança do Dia das Bruxas foi ao ar em 12 de Outubro de 2008.
Um total de 82 episódios foram produzidos, incluindo um especial de férias de uma hora e quatro filmes na TV, elevando o número total de episódios para 86, na forma de 160 segmentos. O episódio "Billy e Mandy Queijo da Lua" fez parte do evento do Cartoon Network "Invaded", que incluia outros shows como Mansão Foster Para Amigos Imaginários, Meu Amigo da Escola é Um Macaco, e O Acampamento de Lazlo, com As Terríveis Aventuras de Billy & Mandy indo ao ar no final do show.

## Visão geral da série
| Temporada | Temporada | Segmentos | Episódios | Episódios | Originalmente exibido | Originalmente exibido |
| Temporada | Temporada | Segmentos | Episódios | Episódios | Estreia da temporada  | Final da temporada    |
| --------- | --------- | --------- | --------- | --------- | --------------------- | --------------------- |
|           | 1         | 48        | 23        | 23        | 24 de agosto de 2001  | 31 de outubro de 2003 |
|           | 2         | 17        | 8         | 8         | 11 de junho de 2004   | 30 de julho de 2004   |
|           | 3         | 25        | 14        | 14        | 1 de outubro de 2004  | 10 de junho de 2005   |
|           | 4         | 25        | 14        | 14        | 17 de junho de 2005   | 2 de dezembro de 2005 |
|           | 5         | 24        | 13        | 13        | 6 de janeiro de 2006  | 9 de agosto de 2006   |
|           | 6         | 21        | 11        | 11        | 6 de outubro de 2006  | 9 de novembro de 2007 |
|           | F&E       | N/A       | 4         | 4         | 30 de março de 2007   | 12 de outubro de 2008 |

## Episódios

### Temporada 1 (2001–03)
Nota: Os "Episódios originais" em muitos sites são considerados como a segunda temporada, porém a série possui apenas 6 temporadas, pelo motivo de que os "Segmentos Grim & Evil" e os "Episódios originais" são uma única temporada.
| No. no geral          | No. na série | No. na temporada | Título                                                  | Dirigido por                                  | Escrito por                                 | Storyboard por                 | Data original de exibição |
| --------------------- | ------------ | ---------------- | ------------------------------------------------------- | --------------------------------------------- | ------------------------------------------- | ------------------------------ | ------------------------- |
| Segmentos Grim & Evil |              |                  |                                                         |                                               |                                             |                                |                           |
| 1                     | 1a           | 1a               | Billy e Mandy e o Ceifador Sinistro                     | Maxwell Atoms                                 | Maxwell Atoms                               | Maxwell Atoms                  | 9 de junho de 2000        |
| 2                     | 1b           | 1b               | Esqueletos no Banheiro                                  | Dave Brain                                    | Greg Miller                                 | Greg Miller                    | 24 de agosto de 2001      |
| 3                     | 2a           | 2a               | Dia do Contra                                           | Dave Brain                                    | Maxwell Atoms                               | Mike Stern                     | 31 de agosto de 2001      |
| 5                     | 2b           | 2b               | Se Toca                                                 | Brian Hogan                                   | Maxwell Atoms                               | Paul McEvoy                    | 31 de agosto de 2001      |
| 6                     | 3a           | 3a               | Dilema mortal                                           | Brian Hogan                                   | Amy Rogers                                  | Michael Diederich              | 7 de setembro de 2001     |
| 4                     | 3b           | 3b               | Sai da minha cabeça!                                    | Dave Brain                                    | Maxwell Atoms                               | Maxwell Atoms                  | 7 de setembro de 2001     |
| 7                     | 4            | 4                | Para Colégua, Só Falta o "U"                            | Brian Hogan                                   | Craig Lewis                                 | Paul McEvoy                    | 5 de outubro de 2001      |
| 8                     | 5            | 5                | Receita Para Um Desastre                                | Dave Brain                                    | Maxwell Atoms                               | Mike Diederich                 | 12 de outubro de 2001     |
| 9                     | 6            | 6                | Um Pedido Tolo                                          | Brian Hogan                                   | Paul McEvoy                                 | Paul McEvoy                    | 19 de outubro de 2001     |
| 11                    | 7a           | 7a               | Puro Osso vs. Mamãe                                     | Brian Hogan                                   | Gord Zajac                                  | Alex Almaguer                  | 19 de julho de 2002       |
| 12                    | 7b           | 7b               | Parece Galinha                                          | Brian Hogan e John McIntyre                   | Gord Zajac                                  | Mike Diederich                 | 19 de julho de 2002       |
| 10                    | 8a           | 8a               | Puro Osso ou Gregory?                                   | Brian Hogan                                   | Gord Zajac                                  | Shellie Kvilvang               | 26 de julho de 2002       |
| 13                    | 8b           | 8b               | Lá Vem Burrice                                          | John McIntyre e Robert Alvarez                | Craig Lewis                                 | Maxwell Atoms                  | 26 de julho de 2002       |
| 14                    | 9a           | 9a               | Uma Triste Surpresa                                     | John McIntyre e Robert Alvarez                | Rob DeSales                                 | John McIntyre                  | 2 de agosto de 2002       |
| 15                    | 9b           | 9b               | Feras e Bárbaros                                        | Dave Brain                                    | Gord Zajac                                  | Michael Diederich              | 2 de agosto de 2002       |
| 17                    | 10a          | 10a              | Hoss Delgado, o Exterminador de Espectros               | Brian Hogan                                   | Gord Zajac                                  | Brian Kindregan                | 9 de agosto de 2002       |
| 20                    | 10b          | 10b              | Eris é Humana                                           | Dave Brain                                    | Gord Zajac                                  | Chris Savino                   | 9 de Agosto de 2002       |
| 16                    | 11a          | 11a              | A Pereba do Billy                                       | Brian Hogan                                   | Gord Zajac                                  | Michael Diederich              | 3 de Outubro de 2002      |
| 19                    | 11b          | 11b              | Billy e o Fortão                                        | John McIntyre and Robert Alvarez              | Gord Zajac                                  | Brett Varon                    | 4 de Outubro de 2002      |
| 21                    | 12a          | 12a              | Problemas no Porão do Billy                             | Robert Alvarez and John McIntyre              | Gord Zajac                                  | Chris McCulloch                | 11 de Outubro de 2002     |
| 18                    | 12b          | 12b              | Mandy, Faz Cócegas em Mim                               | Brian Hogan                                   | Gord Zajac                                  | Mucci Fassett                  | 11 de Outubro de 2002     |
| 22                    | 13a          | 13a              | O Pequeno Rock dos Horrores                             | Robert Alvarez                                | Gord Zajac                                  | Maxwell Atoms                  | 18 de Outubro de 2002     |
| 23                    | 13b          | 13b              | Sonhe um Pouquinho                                      | Dave Brain                                    | Gord Zajac                                  | Michael Diederich              | 18 de Outubro de 2002     |
| Episódios originais   |              |                  |                                                         |                                               |                                             |                                |                           |
| 24                    | 14a          | 14a              | Escola de Magia do Sapo Cururu                          | Robert Alvarez                                | Ben Spergel                                 | Mike Diederich e Maxwell Atoms | 13 de Junho de 2003       |
| 25                    | 14b          | 14b              | Puro Osso na Escola                                     | Juli Hashiguchi                               | Rachael MacFarlane                          | Brett Varon                    | 13 de Junho de 2003       |
| 26                    | 14c          | 14c              | Monstros Cafonas                                        | John McIntyre e Robert Alvarez                | Gord Zajac                                  | Mike Diederich                 | 13 de Junho de 2003       |
| 27                    | 15a          | 15a              | A Noite do Ceifador Humano                              | Juli Hashiguchi                               | Gord Zajac                                  | Spencer Laudiero               | 20 de Junho de 2003       |
| 28                    | 15b          | 15b              | Brownies do Mal (Parte 1)                               | Robert Alvarez                                | Gord Zajac                                  | Paul McEvoy                    | 20 de Junho de 2003       |
| 29                    | 15c          | 15c              | Brownies do Mal (Parte 2)                               | Pat Shinagawa                                 | Gord Zajac                                  | Paul McEvoy                    | 20 de Junho de 2003       |
| 30                    | 16a          | 16a              | Mandy, a Tirana                                         | Pat Shinagawa                                 | Gord Zajac                                  | Alex Almaguer                  | 27 de Junho de 2003       |
| 31                    | 16b          | 16b              | Criando o Caos                                          | Pat Shinagawa                                 | Gord Zajac                                  | Brett Varon                    | 27 de Junho de 2003       |
| 32                    | 16c          | 16c              | Um Casal Estranho Mesmo                                 | John McIntyre e Randy Myers                   | Gord Zajac                                  | Mucci Fassett                  | 27 de Junho de 2003       |
| 33                    | 17a          | 17a              | Quem Matou Quem?                                        | Pat Shinagawa, John McIntyre, and Randy Myers | Gord Zajac                                  | Paul McEvoy                    | 4 de Julho de 2003        |
| 34                    | 17b          | 17b              | O Menino Lobo                                           | Pat Shinagawa                                 | Gord Zajac                                  | Mucci Fassett                  | 4 de Julho de 2003        |
| 35                    | 18a          | 18a              | Puro Osso Apaixonado                                    | John McIntyre and Robert Alvarez              | Gord Zajac                                  | Brett Varon                    | 11 de Julho de 2003       |
| 36                    | 18b          | 18b              | Apaixonada                                              | John McIntyre and Robert Alvarez              | Gord Zajac                                  | Brett Varon                    | 11 de Julho de 2003       |
| 37                    | 18c          | 18c              | Amor Rima com Dor                                       | Juli Hashiguchi                               | Craig Lewis                                 | Paul McEvoy                    | 11 de Julho de 2003       |
| 38                    | 19a          | 19a              | Gentileza Rastejante                                    | John McIntyre and Robert Alvarez              | Maxwell Atoms                               | Maxwell Atoms                  | 18 de Julho de 2003       |
| 39                    | 19b          | 19b              | Fique Esperto!                                          | John McIntyre and Robert Alvarez              | Gord Zajac                                  | David Feiss                    | 18 de Julho de 2003       |
| 40                    | 19c          | 19c              | Puro OShow                                              | John McIntyre and Robert Alvarez              | Craig Lewis                                 | Trevor Wall                    | 18 de Julho de 2003       |
| 41                    | 20a          | 20a              | O Filho de Nergal                                       | Robert Alvarez                                | Gord Zajac                                  | Paul McEvoy                    | 25 de Julho de 2003       |
| 42                    | 20b          | 20b              | Puro Osso de Freira                                     | John McIntyre and Juli Hashiguchi             | Gord Zajac                                  | Brett Varon                    | 25 de Julho de 2003       |
| 43                    | 20c          | 20c              | Dá-lhe Kart 3000!                                       | John McIntyre and Randy Myers                 | Gord Zajac                                  | Michael Diederich              | 25 de Julho de 2003       |
| 44                    | 21a          | 21a              | A Maldição do Cavaleiro Negro                           | Juli Hashiguchi                               | Craig Lewis                                 | Alex Almaguer                  | 1 de Agosto de 2003       |
| 45                    | 21b          | 21b              | A Batalha das Bandas                                    | Robert Alvarez                                | Craig Lewis                                 | Brett Varon                    | 1 de Agosto de 2003       |
| 48                    | 21c          | 21c              | Os Corredores do Tempo                                  | John McIntyre and Randy Myers                 | Gord Zajac                                  | Mike Diederich                 | 1 de Agosto de 2003       |
| 46                    | 22a          | 22a              | Ceifador Por Um Dia                                     | Robert Alvarez                                | Craig Lewis                                 | Paul McEvoy                    | 15 de Agosto de 2003      |
| 47                    | 22b          | 22b              | Chicken Ball Z                                          | Juli Hashiguchi                               | Ben Spergel                                 | Matt Sullivan                  | 15 de Agosto de 2003      |
| 49                    | 23           | 23               | A Vingança do Cabeça de Abóbora (Especial de Halloween) | Juli Hashiguchi and Robert Alvarez            | Maxwell Atoms, Brett Varon, and Paul McEvoy | Breet Varon e Maxwell Atoms    | 31 de Outubro de 2003     |

### Temporada 2 (2004)
| No. no geral | No. na série | No. na temporada | Título                                | Dirigido por    | Escrito por                                   | Storyboar by     | Data de exibição original |
| ------------ | ------------ | ---------------- | ------------------------------------- | --------------- | --------------------------------------------- | ---------------- | ------------------------- |
| 50           | 24a          | 1a               | Em Palpos de Aranha                   | Robert Alvarez  | Maxwell Atoms                                 | Spencer Laudiero | 18 de junho de 2004       |
| 51           | 24b          | 1b               | Motoca Endiabrada Suprema             | Brian Sheesley  | Gord Zajac                                    | Carl Greenblatt  | 18 de junho de 2004       |
| 52           | 25a          | 2a               | Trapaças da Sorte                     | Juli Hashiguchi | Maxwell Atoms e Mike Diederich                | Mike Diederich   | 25 de junho de 2004       |
| 53           | 25b          | 2b               | Nem o Corpo Atura                     | Shaun Cashman   | Craig Lewis e Celia Weis                      | Celia Weis       | 25 de junho de 2004       |
| 54           | 26a          | 3a               | Costeleta                             | Brian Sheesley  | Brett Varon                                   | Brett Varon      | 2 de julho de 2004        |
| 55           | 26b          | 3b               | Uma Vez Cicatriz                      | Juli Hashiguchi | Maxwell Atoms e CH Greenblatt                 | CH Greenblatt    | 2 de julho de 2004        |
| 56           | 27a          | 4a               | Casa da Dor                           | Shaun Cashman   | Maxwell Atoms e Mike Diederich                | Mike Diederich   | 9 de julho de 2004        |
| 57           | 27b          | 4b               | Uma Profecia Sinistra                 | Shaun Cashman   | Maxwell Atoms                                 | Maxwell Atoms    | 9 de julho de 2004        |
| 58           | 27c          | 4c               | O Cão da Mandy Morde                  | Robert Alvarez  | Gord Zajac e Spencer Laudiero                 | Spencer Laudiero | 9 de julho de 2004        |
| 59           | 28a          | 5a               | Crimes da Carochinha                  | Brian Sheesley  | Brett Varon                                   | Brett Varon      | 23 de julho de 2004       |
| 60           | 28b          | 5b               | Ai, Minhas Vistas!                    | Juli Hashiguchi | Matt Sullivan e Celia Weis                    | Celia Weis       | 23 de julho de 2004       |
| 61           | 29a          | 6a               | Nigel Planter e a Câmara dos Segredos | Shaun Cashman   | Maxwell Atoms e Mike Diederich                | Mike Diederich   | 6 de agosto de 2004       |
| 62           | 29b          | 6b               | O Circo do Medo                       | Brian Sheesley  | Gord Zajac e Rich Chidlaw                     | Rich Chidlaw     | 6 de agosto de 2004       |
| 63           | 30a          | 7a               | Bicho-Papão                           | Juli Hashiguchi | Spencer Laudiero, James Silverman e Zena Wyss | Spencer Laudiero | 13 de agosto de 2004      |
| 64           | 30b          | 7b               | Que Venham os Anões                   | Robert Alvarez  | Gord Zajac e CH Greenblatt                    | CH Greenblatt    | 13 de agosto de 2004      |
| 65           | 31a          | 8a               | Qual Veio Primeiro?                   | Brian Sheesley  | Matt Sullivan e Vincent Waller                | Vincent Waller   | 24 de setembro de 2004    |
| 66           | 31b          | 8b               | Professora Substituta                 | Shaun Cashman   | Maxwell Atoms e Chris Reccardi                | Chris Reccardi   | 24 de setembro de 2004    |

### Temporada 3 (2004–05)
| No. no geral | No. na série | No. na temporada | Título                                      | Dirigido por                                     | Escrito por | Storyboard por | Data de exibição original |
| ------------ | ------------ | ---------------- | ------------------------------------------- | ------------------------------------------------ | --- | --- | ------------------------- |
| 67           | 32a          | 1a               | Super Zero                                  | Phil Cummings e Juli Hashiguchi                  | Brett Varon | Brett Varon | 1 de outubro de 2004      |
| 68           | 32b          | 1b               | Doce Que Dói                                | Robert Alvarez e Phil Cummings                   | Maxwell Atoms | Celia Weis | 1 de outubro de 2004      |
| 69           | 33a          | 2a               | Billy Barbado                               | Brian Sheesley                                   | Gord Zajac e Brian Larsen | Brian Larsen | 8 de outubro de 2004      |
| 70           | 33b          | 2b               | Nervo Exposto                               | Shaun Cashman                                    | Gord Zajac e Jim Schumann | Jim Schumann | 8 de outubro de 2004      |
| 71           | 34a          | 3a               | Teste do Tempo                              | Shaun Cashman, Brian Sheesley e Robert Alvarez   | Gord Zajac e Paul McEvoy | Paul McEvoy | 15 de outubro de 2004     |
| 72           | 34b          | 3b               | Um Passeio por Asgard                       | Robert Alvarez, Juli Hashiguchi e Brian Sheesley | Átomos de Maxwell | Vincent Waller | 15 de outubro de 2004     |
| 73           | 35           | 4                | Sombra das Cinco da Tarde                   | Juli Hashiguchi                                  | Brett Varon | Brett Varon | 5 de novembro de 2004     |
| 74           | 36a          | 5a               | O Ataque dos Palhaços                       | Shaun Cashman e Phil Cummings                    | Gord Zajac e CH Greenblatt | CH Greenblatt | 12 de novembro de 2004    |
| 75           | 36b          | 5b               | Caos e Irrestrito (Billy fica mais burro)   | Randy Myers                                      | Spencer Laudiero | Spencer Laudiero | 12 de novembro de 2004    |
| 76           | 37a          | 6a               | O Que Houve com o Billy Sei Lá das Quantas? | Brian Sheesley                                   | Maxwell Atoms e Alex Almaguer | Alex Almaguer | 19 de novembro de 2004    |
| 77           | 37b          | 6b               | Só Nós Dois e o Pus                         | Robert Alvarez                                   | Jackie Buscarino e Brian Larsen | Brian Larsen | 19 de novembro de 2004    |
| 78           | 38a          | 7a               | Marujo de Chocolate                         | Shaun Cashman                                    | Craig Lewis | Mike Diederich | 26 de novembro de 2004    |
| 79           | 38b          | 7b               | O Bem, o Mal e os Desdentados               | Juli Hashiguchi                                  | Brett Varon | Brett Varon | 26 de novembro de 2004    |
| 80           | 39a          | 8a               | Mamãe Múmia                                 | Robert Alvarez                                   | Maxwell Atoms e Alex Almaguer | Alex Almaguer | 3 de dezembro de 2004     |
| 81           | 39b          | 8b               | Brinquedos São Brinquedos                   | Randy Myers                                      | Spencer Laudiero | Spencer Laudiero | 3 de dezembro de 2004     |
| 82           | 40.          | 9                | O Clube Secreto da Cobra                    | Shaun Cashman e Juli Hashiguchi                  | Maxwell Atoms e CH Greenblatt | CH Greenblatt | 25 de fevereiro de 2005   |
| 83           | 41a          | 10a              | Ele Não Está Morto, Ele é Meu Mascote       | Phil Cummings, Juli Hashiguchi e Eddy Houchins   | Nina Bargiel e Alex Almaguer | Alex Almaguer | 25 de março de 2005       |
| 84           | 41b          | 10b              | Selvagem da Motocicleta                     | Shaun Cashman e Eddy Houchins                    | Brett Varon | Brett Varon | 25 de março de 2005       |
| 85           | 42a          | 11a              | Os Zumbis de Más Notícias                   | Brian Sheesley                                   | Richard Horvitz e Vincent Waller | Vincent Waller | 1 de abril de 2005        |
| 86           | 42b          | 11b              | A Casa Sem Amanhã                           | Robert Alvarez                                   | Nina Bargiel e Alex Almaguer | Alex Almaguer | 1 de abril de 2005        |
| 87           | 43a          | 12a              | O Ursinho do Abraço Feliz                   | Brian Sheesley                                   | Nina Bargiel e Spencer Laudiero | Spencer Laudiero | 15 de abril de 2005       |
| 88           | 43b          | 12b              | O Anel Decodificador Secreto                | Robert Alvarez, Shaun Cashman e Eddy Houchins    | Zena Wyss e Michael Diederich | Michael Diederich | 15 de abril de 2005       |
| 89           | 44a          | 13a              | O Nariz Fujão                               | Shaun Cashman                                    | Dr. Richard M. Burton e Bill Reiss | Bill Reiss | 3 de junho de 2005        |
| 90           | 44b          | 13b              | O Problema do Billy                         | Juli Hashiguchi                                  | Brett Varon | Brett Varon | 3 de junho de 2005        |
| 91           | 45           | 14               | Ossos da Sorte                              | Juli Hashiguchi e Brian Sheesley                 | C. Scott Morse, Shaun Cashman, Alex Almaguer, CH Greenblatt, Michael Diederich, Maxwell Atoms, Ian Wasseluk, Paul McEvoy e Thurop Van Orman | C. Scott Morse, Shaun Cashman, Alex Almaguer, CH Greenblatt, Michael Diederich, Maxwell Atoms, Ian Wasseluk, Paul McEvoy e Thurop Van Orman | 10 de junho de 2005       |

### Temporada 4 (2005)
| No. no geral | No. na série | No. na temporada | Título                                           | Dirigido por                                                                     | Escrito por                                   | Storyboard por                                                         | Data de exibição original |
| ------------ | ------------ | ---------------- | ------------------------------------------------ | -------------------------------------------------------------------------------- | --------------------------------------------- | ---------------------------------------------------------------------- | ------------------------- |
| 92           | 46a          | 1a               | O Cachorro dos Sonhos                            | Shaun Cashman                                                                    | Brett Varon                                   | Brett Varon                                                            | 17 de junho de 2005       |
| 93           | 46b          | 1b               | Foice à Venda                                    | Robert Alvarez                                                                   | Harriet Kim                                   | Alex Almaguer                                                          | 17 de junho de 2005       |
| 94           | 47a          | 2a               | O Pato                                           | Randy Myers e Juli Hashiguchi                                                    | Maxwell Atoms e C.H. Greenblatt               | CH Greenblatt                                                          | 24 de junho de 2005       |
| 95           | 47b          | 2b               | Não é o Chupacabra Que Veio Me Ver?              | Shaun Cashman                                                                    | Jeremy Bargiel e Ian Wasseluk                 | Ian Wasseluk                                                           | 24 de junho de 2005       |
| 96           | 48a          | 3a               | A Teia do Jeff                                   | Robert Alvarez e Eddy Houchins                                                   | Maxwell Atoms e Louie del Carmen              | Louie del Carmen                                                       | 24 de junho de 2005       |
| 97           | 48b          | 3b               | Irwin Se Toca                                    | Sue Perrotto                                                                     | Zena Wyss e Jim Schumann                      | Jim Schumann                                                           | 24 de junho de 2005       |
| 98           | 49a          | 4a               | Fecha Esse Zíper!                                | Phil Cummings e Juli Hashiguchi                                                  | Maxweell Atoms e Louie del Carmen             | Louie del Carmen                                                       | 27 de junho de 2005       |
| 99           | 49b          | 4b               | Pulando Poças                                    | Sue Perrotto                                                                     | Mike Diederich                                | Mike Diederich                                                         | 27 de junho de 2005       |
| 100          | 50a          | 5a               | Calças de Corrida                                | Sue Perrotto                                                                     | Átomos de Maxwell e Alex Almaguer             | Alex Almaguer                                                          | 30 de junho de 2005       |
| 101          | 50b          | 5b               | Foice 2.0                                        | Phil Cummings                                                                    | Mike Diederich                                | Mike Diederich                                                         | 30 de junho de 2005       |
| 102          | 51a          | 6a               | O Pássaro de Fogo                                | Shaun Cashman                                                                    | Drew Neumann e Aaron Springer                 | Aaron Springer                                                         | 3 de julho de 2005        |
| 103          | 51b          | 6b               | As Balas do Billy                                | Russell Calabrese e Juli Hashiguchi                                              | Brett Varon                                   | Brett Varon                                                            | 3 de julho de 2005        |
| 104          | 52a          | 7a               | Billy Idiota                                     | Sue Perrotto                                                                     | Ian Wasseluk e Alex Almaguer                  | Alex Almaguer                                                          | 6 de julho de 2005        |
| 105          | 52b          | 7b               | O Lar dos Anciãos                                | Robert Alvarez e Sue Perrotto                                                    | CH Greenblatt                                 | CH Greenblatt                                                          | 6 de julho de 2005        |
| 106          | 53           | 8                | Minha Linda Mandy                                | Shaun Cashman e Juli Hashiguchi                                                  | CH Greenblatt                                 | CH Greenblatt                                                          | 29 de julho de 2005       |
| 107          | 54a          | 9a               | Magia Adolescente                                | Juli Hashiguchi                                                                  | Maxwell Atoms e Michael Diederich             | Michael Diederich                                                      | 5 de agosto de 2005       |
| 108          | 54b          | 9b               | Adivinhe o Que Vem Para o Jantar                 | Shaun Cashman e Phil Cummings                                                    | Maxwell Atoms e Jim Schumann                  | Jim Schumann                                                           | 5 de agosto de 2005       |
| 109          | 55a          | 10a              | Mamãezinha Felina                                | Russell Calabrese e Sue Perrotto                                                 | Brett Varon                                   | Brett Varon                                                            | 12 de agosto de 2005      |
| 110          | 55b          | 10b              | A Árvore Ladra                                   | Juli Hashiguchi e Eddy Houchins                                                  | Brian Larsen e Maxwell Atoms                  | Brian Larsen                                                           | 12 de agosto de 2005      |
| 111          | 56a          | 11a              | Puro OSâmbulo                                    | Robert Alvarez                                                                   | James Silverman e Louie del Carmen            | Louie del Carmen                                                       | 7 de outubro de 2005      |
| 112          | 56b          | 11b              | O Panaca do Centro da Terra                      | Shaun Cashman e Phil Cummings                                                    | Maxwell Atoms e Aaron Springer                | Aaron Springer                                                         | 7 de outubro de 2005      |
| 113          | 57a          | 12a              | EctoMala                                         | Russell Calabrese e Sue Perrotto                                                 | Maxwell Atoms                                 | Maxwell Atoms                                                          | 14 de outubro de 2005     |
| 114          | 57b          | 12b              | Os Schlubs                                       | Eddy Houchins                                                                    | Maxwell Atoms                                 | John Holmquist                                                         | 14 de outubro de 2005     |
| 115          | 58.          | 13               | O Trote do Cathulhu                              | Russell Calabrese, Juli Hashiguchi, Eddy Houchins, Robert Hughes, e Sue Perrotto | Maxwell Atoms, Alex Almaguer e Mike Diederich | Alex Almaguer e Mike Diederich                                         | 21 de outubro de 2005     |
| 116          | 59           | 14               | Billy e Mandy Salvam o Natal (Especial de Natal) | Juli Hashiguchi, Shaun Cashman, Sue Perrotto, Robert Hughes e Russell Calabrese  | Maxwell Atoms                                 | CH Greenblatt, Shaun Cashman, Debbie Cone, Brett Varon e Maxwell Atoms | 16 de dezembro de 2005    |

### Temporada 5 (2006)
| No. no geral | No. na série | No. na temporada | Título                            | Dirigido por                                       | Escrito por                                                         | Storyboard por                                   | Data de exibição original |
| ------------ | ------------ | ---------------- | --------------------------------- | -------------------------------------------------- | ------------------------------------------------------------------- | ------------------------------------------------ | ------------------------- |
| 117          | 60a          | 1a               | Billy Oceano                      | Juli Hashiguchi e Sue Perrotto                     | Tim McKeon e Alex Almaguer                                          | Alex Almaguer                                    | 6 de janeiro de 2006      |
| 118          | 60b          | 1b               | Billy da Montanha                 | Shaun Cashman                                      | Brett Varon                                                         | Brett Varon                                      | 6 de janeiro de 2006      |
| 119          | 61           | 2                | O Guardião Ceifador               | Juli Hashiguchi e Eddy Houchins                    | Richard Horvitz, Kristen Lazarian e CH Greenblatt                   | CH Greenblatt                                    | 13 de janeiro de 2006     |
| 120          | 62a          | 3a               | O Amor Que Não Mostra a Cata      | Eddy Houchins                                      | Jeremy Bargiel e Alex Almaguer                                      | Alex Almaguer                                    | 20 de janeiro de 2006     |
| 121          | 62b          | 3b               | Major Requeijudo                  | Juli Hashiguchi e Sue Perrotto                     | Brett Varon                                                         | Brett Varon                                      | 20 de janeiro de 2006     |
| 122          | 63a          | 4a               | Primitivos Modernos               | Shaun Cashman                                      | Maxwell Atoms e Alex Almaguer                                       | Alex Almaguer                                    | 27 de janeiro de 2006     |
| 123          | 63b          | 4b               | Gigantes em Ataque Total          | Sue Perrotto                                       | Jeff Prezenkowski e Alex Que                                        | Alex Que                                         | 27 de janeiro de 2006     |
| 124          | 64a          | 5a               | A Jarda Mais Errada               | Sue Perrotto                                       | Tim McKeon e Ian Wasseluk                                           | Ian Wasseluk                                     | 17 de fevereiro de 2006   |
| 125          | 64b          | 5b               | Druida, Cadê Meu Carro?           | Juli Hashiguchi, Eddy Houchins e Russell Calabrese | Átomos de Maxwell e Mike Diederich                                  | Mike Diederich                                   | 17 de fevereiro de 2006   |
| 126          | 65a          | 6a               | O Maluco Herbicida                | Shaun Cashman                                      | CH Greenblatt                                                       | CH Greenblatt                                    | 20 de março de 2006       |
| 127          | 65b          | 6b               | Teoria do Caos                    | Eddy Houchins                                      | James Silverman e Mike Diederich                                    | Mike Diederich                                   | 20 de março de 2006       |
| 128          | 66a          | 7a               | O Dia do Puro Osso                | Sue Perrotto e Shaun Cashman                       | Jeff Prezenkowski e Alex Que                                        | Alex Que                                         | 22 de março de 2006       |
| 129          | 66b          | 7b               | A Lancheira de Pandora            | Shaun Cashman                                      | Nina Bargiel e Ian Wasseluk                                         | Ian Wasseluk                                     | 22 de março de 2006       |
| 130          | 67           | 8                | Billy & Mandy Contra os Marcianos | Juli Hashiguchi e Eddy Houchins                    | Maxwell Atoms, Nina Bargiel e Jeremy Bargiel                        | John Bahn e Mike Diederich                       | 24 de março de 2006       |
| 131          | 68a          | 9a               | Debilóides e Dragões              | Sue Perrotto                                       | Maxwell Atoms e Alex Almaguer                                       | Alex Almaguer C.H. Greenblatt                    | 12 de maio de 2006        |
| 132          | 68b          | 9b               | Medo e Nojeira em Endsville       | Shaun Cashman, Juli Hashiguchi e Eddy Houchins     | CH Greenblatt                                                       | CH Greenblatt                                    | 12 de maio de 2006        |
| 133          | 69a          | 10a              | Tarde do Dia dos Pais             | Eddy Houchins                                      | Brett Varon                                                         | Brett Varon                                      | 5 de junho de 2006        |
| 134          | 69b          | 10b              | Assusta-Poppins                   | Sue Perrotto                                       | Shaun Cashman                                                       | Alex Almaguer                                    | 5 de junho de 2006        |
| 135          | 70a          | 11a              | Macaco Cuco                       | Shaun Cashman, Eddy Houchins e Sue Perrotto        | Anna Chambers, Zena Logan e Ian Wasseluk                            | Ian Wasseluk                                     | 7 de julho de 2006        |
| 136          | 70b          | 11b              | Sangue-Bom e o Hip-Hop-otamus     | Juli Hashiguchi, Eddy Houchins e Russell Calabrese | James Silverman e Alex Almaguer                                     | Alex Almaguer                                    | 7 de julho de 2006        |
| 137          | 71a          | 12a              | Mandyranha                        | Eddy Houchins                                      | Maxwell Atoms e Jim Schumann                                        | Jim Schumann                                     | 14 de julho de 2006       |
| 138          | 71b          | 12b              | A Volta de Fred Fredburger        | Sue Perrotto                                       | CH Greenblatt                                                       | CH Greenblatt                                    | 14 de julho de 2006       |
| 139          | 72a          | 13a              | O Unicórnio Grosseirão            | Shaun Cashman                                      | Maxwell Atoms e Cindy Morrow                                        | Cindy Morrow                                     | 21 de julho de 2006       |
| 140          | 72b          | 13b              | Billy & Mandy: O Começo           | Juli Hashiguchi                                    | Jeff Prezenkowski, Mike Diederich, Maxwell Atoms e Antoine Guilbaud | Mike Diederich, Maxwell Atoms e Antoine Guilbaud | 21 de julho de 2006       |

### Temporada 6 (2006–07)
| No. no geral | No. na série | No. na temporada | Título                                       | Dirigido por                                                  | Escrito por                                                 | Storyboard por    | Data de exibição original |
| ------------ | ------------ | ---------------- | -------------------------------------------- | ------------------------------------------------------------- | ----------------------------------------------------------- | ----------------- | ------------------------- |
| 141          | 73a          | 1a               | Tudo Quebra                                  | Matt Engstrom e Russell Calabrese                             | Mike Diederich                                              | Mike Diederich    | 6 de outubro de 2006      |
| 142          | 73b          | 1b               | O Desenho Que Não Ousa Dizer o Nome          | Kris Sherwood                                                 | Alex Almaguer e Holly Almaguer                              | Alex Almaguer     | 6 de outubro de 2006      |
| 143          | 74a          | 2a               | O Clube Secreto da Cobra vs. Educação Física | Shaun Cashman e Russell Calabrese                             | CH Greenblatt                                               | CH Greenblatt     | 20 de outubro de 2006     |
| 144          | 74b          | 2b               | Rei Tooten Pooten                            | R. Michel Lyman                                               | CH Greenblatt e Ian Wasseluk                                | Ian Wasseluk      | 20 de outubro de 2006     |
| 145          | 75a          | 3a               | O Billy Tira "A"                             | Kris Sherwood                                                 | Alex Almaguer                                               | Alex Almaguer     | 5 de janeiro de 2007      |
| 146          | 75b          | 3b               | Yeti ou Não, Aí Vou Eu!                      | Matt Engstrom                                                 | Chris Headrick                                              | Chris Headrick    | 5 de janeiro de 2007      |
| 147          | 76a          | 4a               | Pizza do Nergal                              | Gordon Kent                                                   | Mike Diederich                                              | Mike Diederich    | 2 de março de 2007        |
| 148          | 76b          | 4b               | Por Que Cargas D'água?                       | Kris Sherwood                                                 | Ian Wasseluk                                                | Ian Wasseluk      | 2 de março de 2007        |
| 149          | 77a          | 5a               | Companhia: Alto!                             | Kris Sherwood                                                 | Maxwell Atoms e Alex Almaguer                               | Alex Almaguer     | 30 de março de 2007       |
| 150          | 77b          | 5b               | Descontrole da Raiva                         | Matt Engstrom, Gordon Kent e Russell Calabrese                | Chris Headrick e Stephen DeStefano                          | Stephen DeStefano | 30 de março de 2007       |
| 151          | 78a          | 6a               | É um Pesadelo de Acordar                     | Juli Hashiguchi e Gordon Kent                                 | Maxwell Atoms e Aaron Springer                              | Aaron Springer    | 6 de abril de 2007        |
| 152          | 78b          | 6b               | Cuidado Com o Sapo de Esgoto!                | Matt Engstrom, Juli Hashiguchi, Eddy Houchins e Kris Sherwood | Michael Diederich                                           | Michael Diederich | 6 de abril de 2007        |
| 153          | 79a          | 7a               | A Mais Linda História de Amor Já Contada     | Gordon Kent e Kris Sherwood                                   | CH Greenblatt                                               | CH Greenblatt     | 13 de abril de 2007       |
| 154          | 79b          | 7b               | Dimensão Detenção                            | Shaun Cashman, Matt Engstrom e Eddy Houchins                  | Jeremy Bargiel e Ian Wasseluk                               | Ian Wasseluk      | 13 de abril de 2007       |
| 155          | 80           | 8                | Queijo da Lua                                | Russell Calabrese, Juli Hashiguchi e Kris Sherwood            | Maxwell Atoms, Nina Bargiel e Jeremy Bargiel                | Maxwell Atoms     | 28 de maio de 2007        |
| 156          | 81a          | 9a               | Drácula Deve Morrer                          | Juli Hashiguchi e Eddy Houchins                               | CH Greenblatt                                               | CH Greenblatt     | 21 de setembro de 2007    |
| 157          | 81b          | 9b               | Contos Folclóricos                           | Russell Calabrese                                             | Maxwell Atoms, Nina Bargiel e Jeremy Bargiel                | Clay Morrow       | 21 de setembro de 2007    |
| 158          | 82a          | 10a              | Nigel Planter e a Ordem do Amendoim          | Matt Engstrom                                                 | Tim McKeon                                                  | Chris Headrick    | 28 de setembro de 2007    |
| 159          | 82b          | 10b              | A Incrível Mandy Encolhedora                 | Russell Calabrese e Eddy Houchins                             | Jeremy Bargiel e Nina Bargiel                               | Jim Schumann      | 28 de setembro de 2007    |
| 160          | 83a          | 11a              | El Dia de Los Muertos Estúpidos              | Matt Engstrom                                                 | Átomos de Nina Bargiel, Jeremy Bargiel, Jay Baker e Maxwell | Jay Baker         | 9 de novembro de 2007     |
| 161          | 83b          | 11b              | Queimação                                    | Kris Sherwood                                                 | Nina Bargiel, Jeremy Bargiel e Chris Mitchell               | Chris Mitchell    | 9 de novembro de 2007     |

## Filmes e Especiais (2007–08)

### Especiais
| No. no geral | Título | Escrito por                   | Storyboard por                                                          | Data de exibição original |
| ------------ | --- | ----------------------------- | ----------------------------------------------------------------------- | ------------------------- |
| 162          | As Terríveis Aventuras do KND | Maxwell Atoms e Mr. Warburton | Maurice Fontenot, Jesse Schmal, Alex Almaguer e Scott "Diggs" Underwood | 11 de novembro de 2007    |
| 162          | O pai do Billy foi comprar roupas novas na rua. Ele disse ao Billy que precisava que ele fosse "O chefe da casa" até que ele retornasse. Billy colocou as calças da sorte do seu pai, mesmo seu pai dizendo que não era para ele fazer isto. Billy acidentalmente clavou a foice do Puro Osso nas calças e tentou resolver o problema antes de que seu pai voltasse. Então, Billy telefonou para "Du, Dudu e Edu pestinhas resolvem problemas", mas Billy estava sem dinheiro e, em seguida, Edu disse: "Como assim, não tem dinheiro? Se quer uma solução de graça, chame a Turma do Bairro, não cobram nada!." Quando a Turma do Bairro chegou para reparar as calças, Billy disse: "Ei, vocês não são As Meninas Super-Poderosas!". Eles necessitavam de Tecnologia 2X4, então Número 1 se disfarçara de Billy para distrair o papai do Billy, enquanto o resto do Setor V levava o Billy à Base Aquática da Turma do Bairro para reparar as calças. O Setor V tomou Billy para a missão, onde o Billy confundiu a Câmara Encantadora da Molecada da Rua de Baixo (a qual seria usada para clonar a Molecada várias vezes e criar muitas crianças más para dominarem o mundo) com um banheiro, fundindo-se com as calças da sorte do seu pai, a foice do Puro Osso e a Molecada da Rua de Baixo, criando "A Molecada Sinistra". Entretanto, Puro Osso foi à casa do Billy e confundiu o Número 1 com o Billy. Puro Osso disse ao Número 1 que ele sentiu que sua foice se fundiu a algo terrível e curiosamente era algo encantador, e Número 1 se deu conta que eram a Molecada da Rua de Baixo. A Molecada Sinistra começou a converter outras crianças, começando com o Número 2. Número 1 foi à Base Lunar com o Puro Osso. O Setor V voltou à Base Lunar, onde eles encontraram a Mandy obviamente disfarçada de Número 1, e todos acreditaram que ela na verdade era o Número 1. Número 5 se deu conta, mas ninguém mais percebeu (mas a Número 362 percebeu logo em seguida). Mandy convenceu a todos de que a Número 5 estava delirando e que havia um vírus infectando a todos os agentes que não a obedeciam. Pronto, Mandy se converteu na Líder Suprema da Turma do Bairro, renomeando-os como MND - Minha Nova Ditadura e sendo a nova comandante. Número 1 e Puro Osso chegaram à Base Lunar, onde Puro Osso descobriu que o Número 1 não era o Billy, e Mandy os prendeu. Entretanto, a Molecada Sinistra ainda estava convertendo outras crianças. Número 1 e Puro Osso se fundiram com o Osso de Percede para criar um Cavaleiro Esqueleto Gigante para lutar contra A Molecada Sinistra. Um robô gigante chamado M.A.N.D.R.O.B.O.T. (Monkeys And Nice Doggies Ride On Bodies Of Turtles (Macacos e cachorrinhos relaxam na barriguinha das tartarugas em português brasileiro)) pilotado pela Mandy, Número 3 e Número 4 foi à luta. O M.A.N.D.R.O.B.O.T. estava perdendo até que Número 1 e Puro Osso apareceram e lutaram contra a Molecada Sinistra, mas eles também estavam perdendo porque as calças da sorte do papai do Billy eram imunes a lasers, energias sobrenaturais e mostarda. Quando a Molecada Sinistra foi distraída por Puro Osso e Número 1, Mandy se fundiu de propósito com A Molecada Sinistra, controlando-a, mas o papai do Billy chegou, removeu-lhe suas calças da sorte e as levou e então Número 1 e Puro Osso venceram. Mandy foi capturada pela Turma do Bairro, mas escapou prometendo se vingar, Puro Osso e Número 1 foram desfundidos e tudo voltou à normalidade. Entretanto, Número 1 estava em grandes problemas (o papai do Billy o confundiu com o Billy, porque ele tomou suas calças da sorte). No final, Billy tentou ser o Número 1 (a mesma coisa que a Mandy fez no começo), e lhe lançaram várias armas de tecnologia 2x4 da Turma do Bairro, e também a foice do Puro Osso, para derrubá-lo. Nota: Este é um episódio de KND: A Turma do Bairro. |                               |                                                                         |                           |

### Filmes
| No. | Título                                   | Dirigido por | Escrito por                                                           | Storyboard por | Data de exibição original |
| --- | ---------------------------------------- | --- | --------------------------------------------------------------------- | --- | ------------------------- |
| 1 | "Billy & Mandy Contra o Bicho Papão"     | Shaun Cashman, Kris Sherwood, Gordon Kent, Matt Engstrom, Eddy Houchins, Sue Perrotto, Robert Alvarez, Russell Calabrese, Phil Cummings, Mike Lyman, and Christine Kolosov | Maxwell Atoms (story) Nina Bargiel, Jeremy Bargiel, and Maxwell Atoms | C.H. Greenblatt, Maxwell Atoms, Michael Diederich, Alex Almaguer, Ian Wasseluk, Tara Nicole Whitaker, Chris Headrick, Jay Baker, John Holmquist, and Spencer Laudiero | 30 de março de 2007       |
| Uma cena de Endsville daqui a duas semanas mostra um mundo distópico governado pelo "Senhor do Horror", que empunha o artefato todo-poderoso conhecido como "Mão do Horror". Ao mesmo tempo, duas réplicas robóticas de Billy e Mandy são enviadas ao passado, para impedir que Billy e Mandy reais interfiram nos eventos atuais. No presente, Puro Osso vai colher o general Skarr, que acidentalmente teve uma grande ferida no torso. Devido à intromissão de Billy e Mandy, Skarr escapa e eles fazem uma grande bagunça na cidade. Após seu fracasso em ser um Ceifador eficaz, Puro Osso é levado à Corte do Submundo, presidida pelo juiz Roy Spleen, onde é processado por uso indevido de seus poderes por seu inimigo, o Boogeyman. Puro Osso é considerado culpado, despojado de sua posição e foice mágica, e ele, Billy, Mandy e Irwin são condenados ao exílio. Boogey se oferece para continuar a sentença levando os prisioneiros a bordo de seu navio e deixando-os em um rio de fogo; ele planeja fazer isso enquanto navega para obter a Mão do Horror, um objeto capaz de transformá-lo no ser mais assustador, mais forte e mais poderoso que existe. O grupo de Billy, Mandy, Irwin e o impotente Puro Osso, escapa do navio de Boogey quando Billy distrai Boogey e sua equipe com a música "Scary-o", e se põem a alcançar a Mão de Horror antes de Boogey. Eles finalmente conhecem Horror, o guardião da Mão, ao mesmo tempo em que Boogey e sua equipe chegam. Para decidir quem terá a honra de combater o Horror por sua mão, os heróis e Boogey participam de uma desafiadora pista de obstáculos, na qual os heróis vencem contra todas as probabilidades. Depois de despachar Horror com facilidade, Billy, Mandy e Irwin alcançam a Mão, mas ela se defende fazendo seus piores pesadelos ganharem vida. Boogey pega a Mão de Horror, mas ele acaba sendo a criatura menos assustadora de todos os tempos, se machucando seriamente e sendo abandonado por sua própria equipe. Puro Osso recupera a Mão de Horror, e ao mesmo tempo sua sentença é revogada, tornando-se o Ceifador mais uma vez. O Billy do futuro chega, dizendo a eles que a Mão de Horror não deve cair nas mãos erradas, especificamente Mandy, pois ele indiretamente revela que ela foi quem usou a Mão de Horror para governar o mundo. Quando eles voltam para casa, Puro Osso sela a Mão de Horror em seu baú sem fundo, e o Billy do futuro volta ao seu próprio tempo. Billy percebe que a situação em seu tempo não melhorou e foi Fred Fredburger quem obteve a Mão de Horror para governar o mundo..                                                       |                                          | |                                                                       | |                           |
| 2 | "Billy & Mandy: A Ira da Rainha Aranha"  | Matt Engstrom, Gordon Kent, Kris Sherwood, and Juli Hashiguchi | Maxwell Atoms                                                         | Chris Headrick, Clay Morrow, Alex Almaguer, and Mike Diederich | 6 de julho de 2007        |
| Em um dia chuvoso, aranhas gigantes aparecem na escola de Billy e Mandy e começam a sequestrar as crianças uma a uma. Puro Osso presume que isso esteja de alguma forma relacionado ao seu passado, mas não descobre até que ele receba uma mensagem dizendo que Velma, a Rainha Aranha, uma velha amiga da escola, é responsável por isso. Enquanto isso, Billy se encontra com Jeff, o Aranha, que informa que ele está precisamente se casando com Velma. Depois de tentar recuperar uma caixa de leite com chocolate de Jeff, Billy e Jeff entram em uma briga, e Jeff parece mais irritado do que nunca. Ao se encontrar no campo de futebol da escola, Velma diz a Puro Osso que ela finalmente devorou seu crânio e absorve seus poderes mágicos e sobrenaturais. Desde cem mil anos atrás, Puro Osso a enganou e a roubou da possibilidade de se tornar o Ceifador em um susto eleição. Convertendo a escola em seu próprio palácio, e com a ajuda dos Elfos Negros, Velma captura Mandy, Mindy e Puro Osso, e passa a devorar o crânio deste último. Quando Velma abre o crânio de Puro Osso, seus pensamentos começam a sair na forma de luz azul claro, e ela é capaz de ver suas memórias passadas. O crânio de Puro Osso está conectado a uma tela de projeção, e a história de como ele se tornou o Ceifador é mostrada. É revelado que uma eleição foi realizada na escola secundária do submundo para escolher o Ceifador, no qual os alunos tiveram que votar no participante mais assustador. Velma era a concorrente mais assustadora e estava obtendo a maioria dos votos sobre o patético Puro Osso e o Boogeyman. Boogey decidiu adulterar os votos, e Puro Osso, por sua vez, decidiu ajudar Velma preenchendo a votação com votos para ela, mas ela teve a impressão de que Puro Osso era o trapaceiro e fugiu. Num acesso de raiva pelo que Boogey havia causado, Puro Osso usou a foice de forma espetacular para assustar Boogey. As pessoas que ainda não votaram votaram em Puro Osso, que se tornou o novo Ceifador. Enquanto a história está sendo contada, Mandy e Mindy formam uma aliança temporária para combater as aranhas, e também Billy conquista sua aracnofobia e luta contra a vaca-aranha centauro - como extraterrestre da caixa de leite. Velma percebe que estava errada, com relação a Puro Osso, e pede desculpas por toda a provação vingativa. Após a cerimônia de casamento, Billy de repente percebe que Velma é uma aranha e proíbe Jeff de se casar com ela, apesar do fato de Jeff também ser uma aranha. Sem casamento e sem vingança, Velma decide seguir em frente e conquistar a Terra, como seus pais queriam. |                                          | |                                                                       | |                           |
| 3 | "Na munheca: Festança do Dia das Bruxas" | Shaun Cashman | Maxwell Atoms                                                         | Maxwell Atoms Alex Almaguer, Spencer Laudiero, Kelsey Mann, e Ian Wasseluk                                                                                            | 12 de outubro de 2008     |
| Billy, Mandy, e Irwin fazem gostosuras ou travessuras no Halloween, e um coelho mal de marshmallow ataca as crianças com animais de chocolate. |                                          | |                                                                       | |                           |

## Curtas

### Curtas de Aniversário do Billy[3]
Esses curtas faziam parte de uma minissérie chamada Curtas de Aniversário do Billy, que estrelava principalmente Billy. O curta girou em torno do aniversário de Billy e foi ao ar em "The Grim and Courage Hour", um bloco de episódios de uma hora de As Terríveis Aventuras de Billy e Mandy e Coragem O Cão Covarde. Foi ao ar por quatro dias em outubro de 2006 no Cartoon Network.
| No. | Título               | Data de exibição original |
| --- | -------------------- | ------------------------- |
| B1 | "Super Irmãos Myron" | 23 de outubro de 2006     |
| Billy olha para o porta-malas de Grim e vê um monstro que o chama de Myron. Mas quando Billy leva Myron para o quintal, ele é comido. |                      |                           |
| B2 | "Homem Macarrão"     | 24 de outubro de 2006     |
| O pai de Billy esqueceu de comprar o presente de Billy novamente para seu aniversário, e toda vez que o pai de Billy compra um presente para Billy, ele se distrai com um passeio infantil "Rocket". Desta vez, porém, ele encontrou uma maneira de dar a Billy um presente que seria "O maior presente de todos os tempos, feito pelas mãos do Homem". Acontece, no entanto, que o pai de Billy deu a Billy uma bicicleta e que o macarrão que o pai de Billy usou são os que deveriam ser usados para a salada de macarrão. O curta termina com todo mundo comendo macarrão, enquanto Puro Osso vomita ao saber a verdade do segredo da salada de macarrão (óleo de motor). |                      |                           |
| B3 | "Bolo ao Limite"     | 25 de outubro de 2006     |
| Puro Osso decide fazer um bolo para o aniversário de Billy, mas ele e Mandy acabam fazendo um bolo de comida do diabo que ganha vida e começa a destruir a cozinha. O bolo pula no rosto de Puro Osso, mas Mandy o esmaga e espalha por toda a cozinha. Puro Osso e Mandy dão a Billy uma cozinha coberta de bolo, para o deleite de Billy. |                      |                           |
| B4 | "Faça o melhor"      | 25 de outubro de 2006     |
| Irwin termina de embrulhar o presente de Billy e compra um presente enorme para Mandy também. Ele decide que não é grande o suficiente, no entanto, então seu pai decide ensiná-lo a dançar. Irwin escreve um rap para ela e o pai de Irwin acaba ensinando-o a malhar em vez de dançar. Irwin mostra seus movimentos para Mandy, mas Mandy o rejeita; Irwin também recebe um wedgie de Sperg. |                      |                           |
| B5 | "O Penetra"          | 26 de outubro de 2006     |
| Drácula estava indo para o salão de bingo quando encontrou Pud'n, que estava a caminho da festa de Billy. Drácula ficou insultado por não ter sido convidado para a festa e decide derrubá-la. Harold não o deixa entrar e acidentalmente o chama de velho. Drácula começa a dançar e quebra todos os seus ossos, para desgosto de Harold. Harold o deixa entrar para que ele pare. |                      |                           |
| B6 | "Fim de Festa"       | 26 de outubro de 2006     |
| Billy apaga as velas do bolo e Drácula se vira para sair, mas Billy o interrompe e o obriga a ficar para brincar. Eles jogam Pictionary onde ele desenha Abraham Lincoln, mas ninguém adivinha. Todo mundo se vira para sair, mas Billy os impede e os força a festejar a noite toda. Billy decide comprar uma pinhata, mas as lojas estão fechadas, então Billy as obriga a ficar a noite toda até Puro Osso e os outros decidirem usar Billy como pinhata. |                      |                           |

### Irwin Ama Mandy
Em 14 de Fevereiro de 2007, quatro curtas foram ao ar intitulados Irwin Ama Mandy.
| No. | Title                  | Airdate                 |
| --- | ---------------------- | ----------------------- |
| 1   | Encontro dos Sonhos    | 14 de Fevereiro de 2007 |
| 2   | Drácula o Conquistador | 14 de Fevereiro de 2007 |
| 3   | Ódio no Elevador       | 14 de Fevereiro de 2007 |
| 4   | Futuro CDF             | 14 de Fevereiro de 2007 |

### Outros curtas
| No. | Título                  | Data de exibição     |
| --- | ----------------------- | -------------------- |
| 1   | Irwin ao Vivo!          | 19 de Agosto de 2007 |
| 2   | Feito Para Ser Amarrado | 1 de Outubro de 2007 |
| 3   | Encontro Com a Morte    | 2 de Outubro de 2007 |
| 4   | Dentalmente Perturbado  | 2007                 |
| 5   | Quarto Escuro           | 2007                 |
| 6   | Poder da Terceira Idade | 2007                 |
| 7   | Frozey o Homem de Neve  | 2007                 |
| 8   | Matinê da Mandy         | 2007                 |
| 9   | Desejo Não Concedido    | 2007                 |